# St. Antonius (Großschönach)

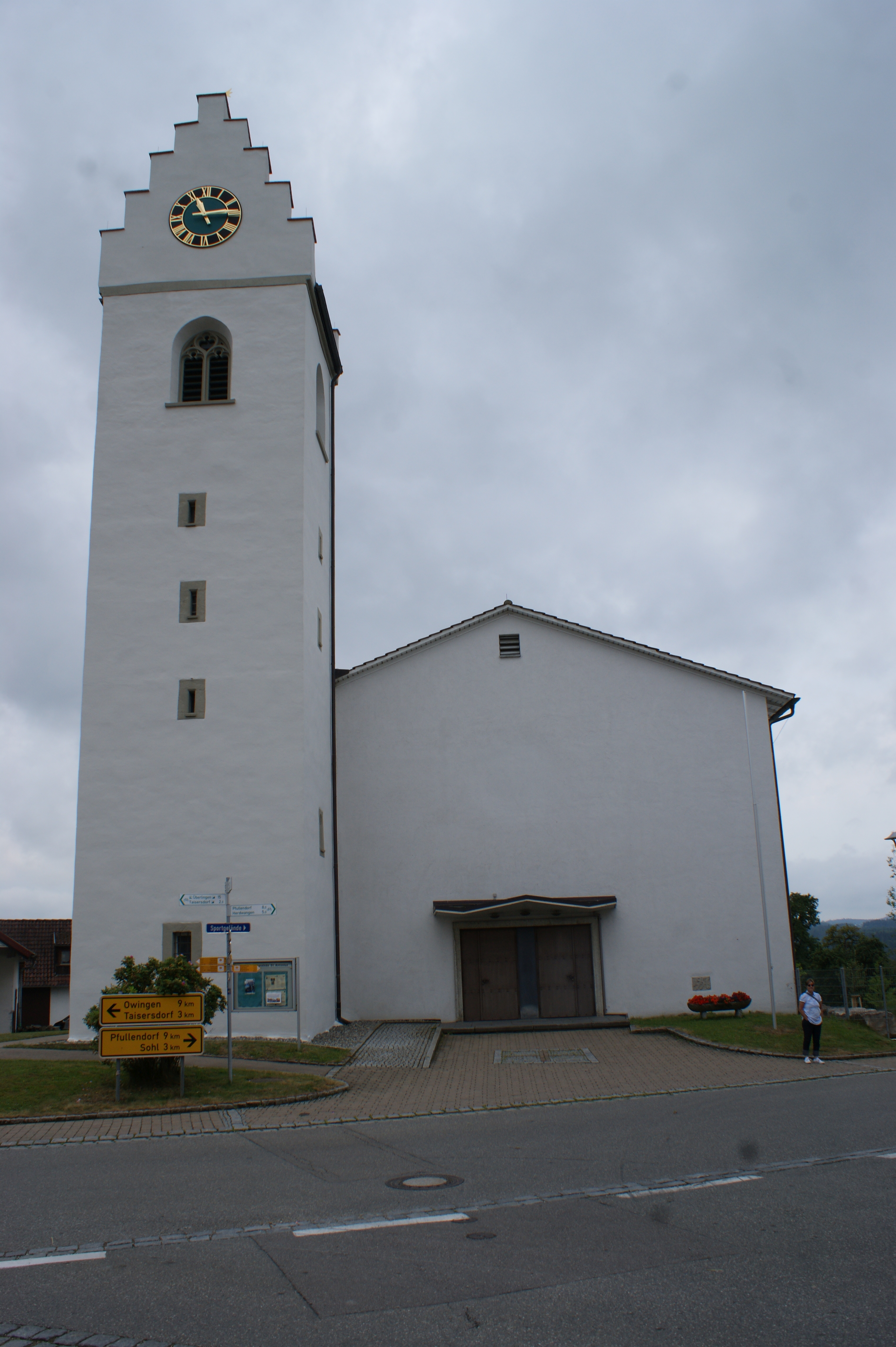
Pfarrkirche Großschönach (2022)

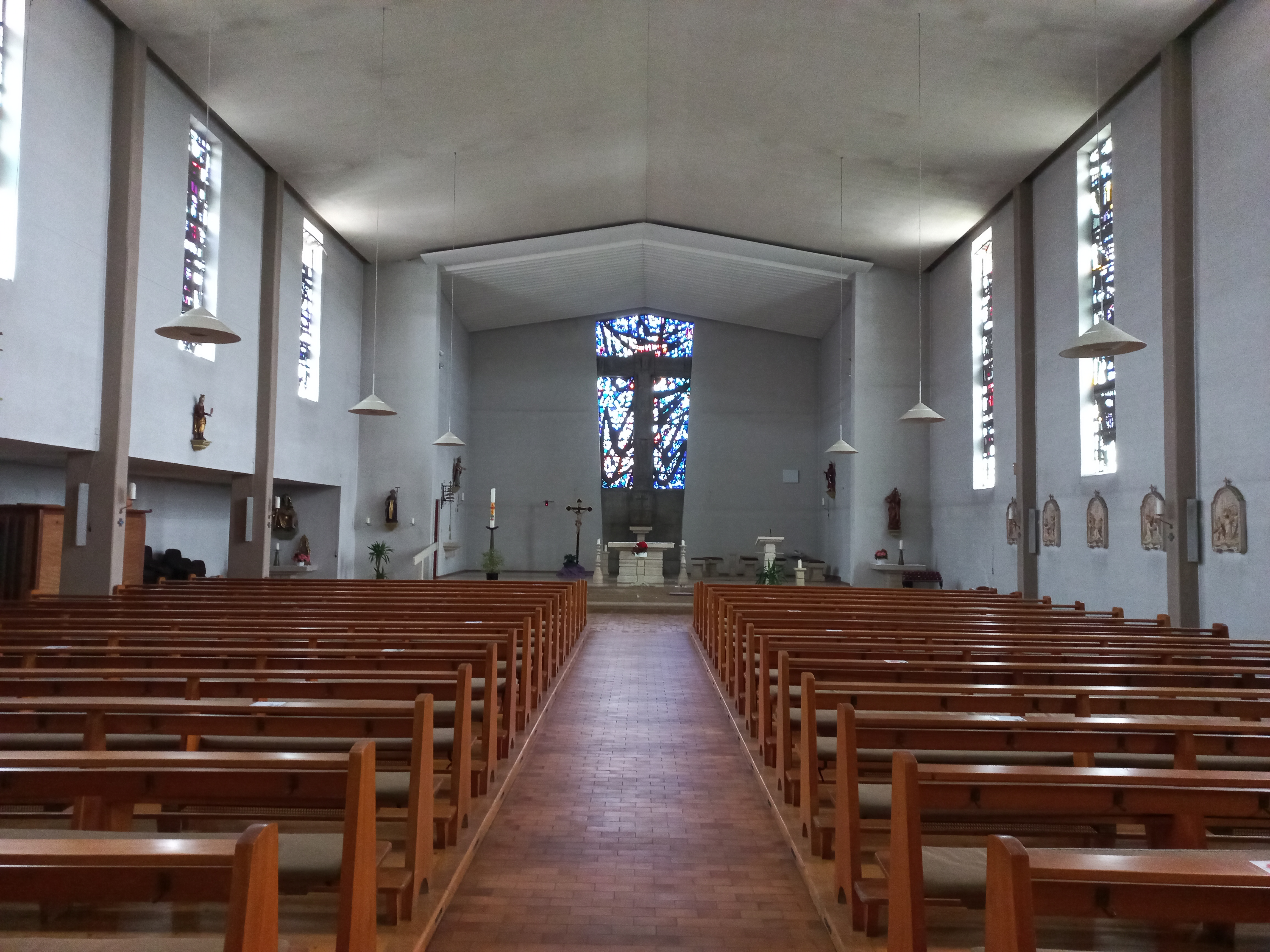
Blick zum Altar

St. Antonius ist die römisch-katholische Pfarrkirche des Ortsteils Großschönach der Gemeinde Herdwangen-Schönach. Sie gehört zur Seelsorgeeinheit (SE) Wald im Dekanat Sigmaringen-Meßkirch der Erzdiözese Freiburg.

## Lage
Die Pfarrkirche steht nur wenige Meter westlich der Aachtalstraße/Pfullendorfer Straße Kreuzung zur Josef-Buchholz-Straße an der südlichen Besiedelungsgrenze des Dorfes. Der Friedhof ist rund 650 Meter nordöstlich an der Josef-Buchholz-Straße gelegen (außerhalb der Siedlung).
Herdwangen-Schönach liegt rund vier Kilometer Luftlinie westlich, Kleinschönach rund 450 Meter nordwestlich. Die Burg Ramsberg mit der Kapelle St. Wendelin und der Einsiedelei liegt rund 800 Meter östlich.

## Geschichte
Die um 1384 erbaute Kirche in Großschönach muss ursprünglich ein kleiner Bau gewesen sein, denn erst im Jahr 1590 sind eine Sakristei, ein Taufbecken und ein Friedhof erwähnt. Die Kirche ist seit dem Bau dem heiligen Antonius gewidmet. 1385 erhält die Pfarrkirche in Großschönach einen Ablassbrief des Konstanzer Bischofs. 1593 fanden sich in der Kirche zwei Altäre. 1720 wurde Großschönach eine eigene Pfarrei. 1821 wurde die Kirche vergrößert, 1956 abgerissen und komplett neu gebaut. Von der historischen Kirche blieb nur der Turm erhalten. Anfang der 1990er Jahre wurde die Kirche von Grund auf saniert.

## Bau und Ausstattung

### Gebäude
Der Kirchenbau besteht aus zwei historisch gänzlich unterschiedlichen Baukörpern: zum einen aus dem aus der Gotik stammenden Turm, teilweise mit Rundbogenfenstern (Maßfenster) bzw. schießschartenähnlichen Fenstern, und dem aus dem Jahr 1956 modernen Kirchenbau selbst. Nach Westen und Osten ist am Kirchturm eine Kirchturmuhr zwischen dem Staffelgiebel installiert. Das Uhrzeit wird über das Ziffernblatt mit römischen Ziffern angezeigt, wobei IV als IIII dargestellt wird. Zwei Glocken im Turm schlagen den Viertelstundenschlag und die Hauptglocke den Stundenschlag.
Das rechteckige Kirchenschiff und die rechteckige Apsis zeichnen sich durch klare architektonische Linien aus. Die modernen rechteckigen farbigen Glasfenster geben interessante Lichteffekte. Unter dem Kirchengebäude befindet sich der Gemeindesaal. 1999 wurde eine neue Orgel mit 20 Registern eingebaut.

### Glocken
Im Glockenturm befinden sich drei Bronze-Glocken, von denen die älteste aus dem 14. Jahrhundert stammt. Die größte Glocke aus dem Jahr 1775 hat einen Durchmesser von 950 mm und wiegt 532 kg und ist auf g‘+10 gestimmt. Sie wurde von Christian Gottlieb Beyern gegossen und wurde nach dem Zweiten Weltkrieg als sogenannte Patenglocke aus Adelsbach (Niederschlesien) hierher gebracht. Die mittlere Glocke aus dem Jahr 1477 hat einen Durchmesser von 880 mm und wiegt etwa 350 kg und ist auf b‘+4 gestimmt. Sie wurde vermutlich von Balthasar Kirchheim aus Schaffhausen gegossen. Die kleinste Glocke aus dem 14. Jahrhundert hat einen Durchmesser von rund 700 mm, wiegt etwa 200 kg und ist auf d‘‘+5 gestimmt. Der Glockengießer dieser Glocke ist nicht bekannt. Zusammen erklingen alle Glocken in Moll. Die Läuteanlage wurde 2006 grundlegend saniert.